# Gauliga Württemberg
Pour un article plus général, voir Gauliga.
La Gauliga Württemberg (en Allemand: Württemberg) fut une ligue de football (de Division 1) imposée par le NSRL en 1933.
Dès leur arrivée au pouvoir en mars 1933, Adolf Hitler et le NSDAP imposèrent une réorganisation administrative radicale (voir Liste des Gaue) à l'Allemagne. Administrativement, la"Gau" Württemberg-Hohenzollern remplaça l’État Libre de Württemberg et l’ancienne province prussienne de Hohenzollern de la République de Weimar.
Cette Gauliga fut démantelée en 1945.

## Généralités
Cette ligue fut fondée par 10 clubs, en 1933. Elle remplaça l’ancienne Bezirksliga Württemberg-Baden qui était jouée précédemment dans lEtat Libre de Wurtemberg mais cette Gauliga couvrit aussi une partie de la Province de Hohenzollern.
Parmi les dix fondateurs, deux clubs (SSV Ulm et Ulm 1846) vinrent de l’ancienne Bezirksliga Südbayern alors que deux anciens clubs du Wurtemberg qui jouaient dans la Bezirksliga Württemberg-Baden furent versés dans la Gauliga Baden.
Lors de sa première saison, la Gauliga Württemberg se joua en une seule série de dix clubs qui s’affrontèrent en matches aller/retour. Le champion participa à la phase finale du championnat national, jouée par matches à élimination directe. Le dernier classé fut relégué (Le VfR Heilbronn avait déjà été disqualifié en janvier 1934). La ligue passa à dix clubs, dont les deux derniers classés furent relégués, pour la saison suivante. Ensuite, le fonctionnement resta identique jusqu’en 1939. 
Le seul succès enregistré par cette ligue le fut lors de la saison 1934-1935. Le VfB Stuttgart atteignit la finale du championnat. Au premier tour de la phase finale, Stuttgart remporta son groupe devant SpVgg Fürth, FC Hanau 93 et le 1. SV Jena. En demi-finale, le club du Wurtemberg élimina le VfL Benrath (4-2). Au terme d’une finale passionnante et spectaculaire, finale, Schalke 04 s’imposa (6-4).
Pour la saison 1939-1940, cette ligue fut jouée en deux groupes régionaux de six équipes, suivis d’un tour final à quatre pour désigner le champion. La saison suivante, on en revint à une série unique de douze équipes dont les quatre derniers classés furent relégués.
De 1941 à 1944, la Gauliga Württemberg revint à une formule avec dix équipes et deux relégués annuels. En vue de la saison 1944-1945, on composa trois groupes régionaux pour un total de 17 formations. Mais en raison de l’écroulement imminent du régime nazi et l’évolution de la guerre, la compétition s’arrêta en mars 1945, bien avant d’être terminée.

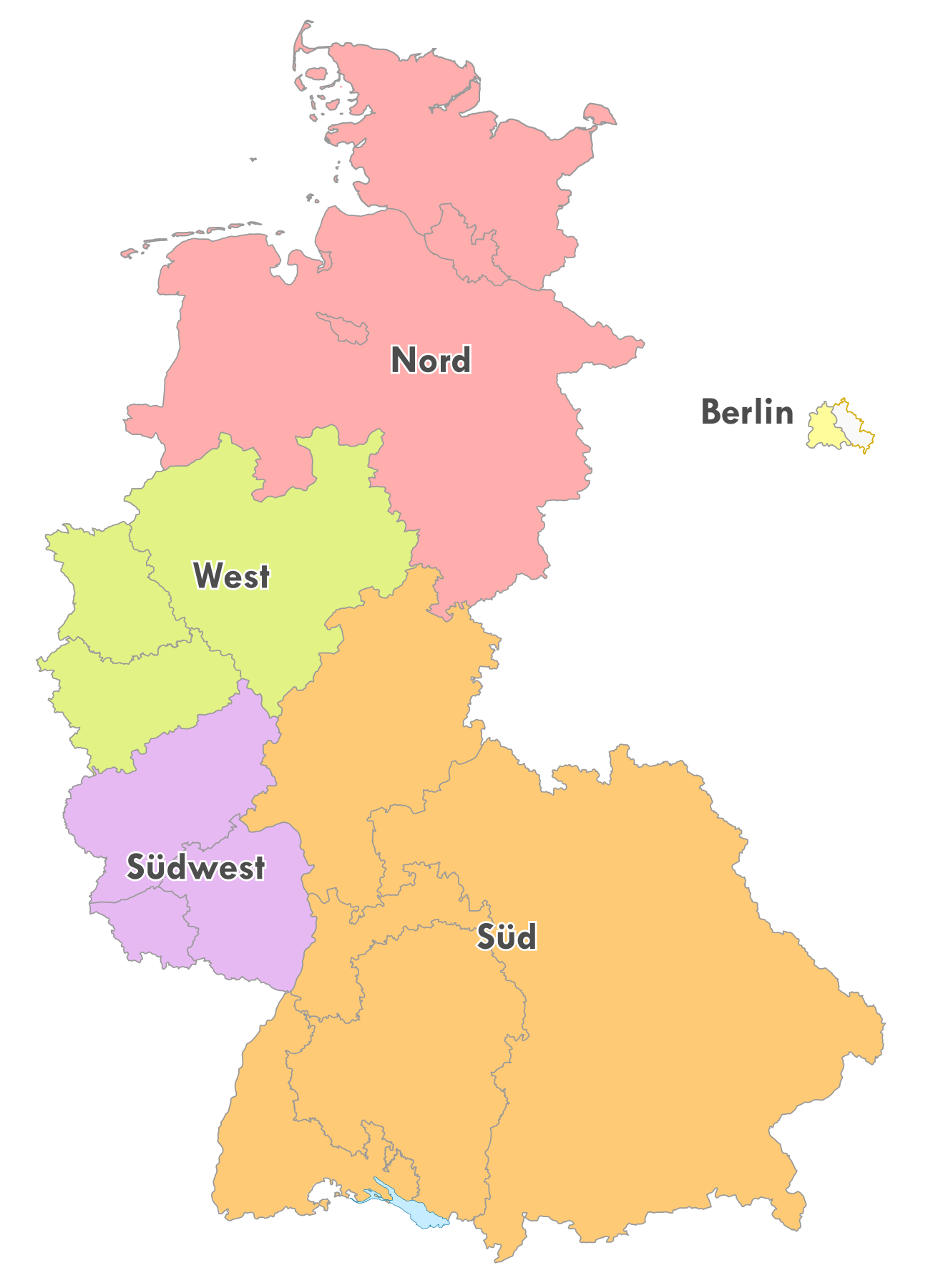
Les "Oberligen" en 1949.

## Après la reddition de l’Allemagne nazie
Dès la capitulation allemande entérinée, le territoire allemand fut découpé en zones d’occupation entre les Alliés. La région du Wurtemberg fut placée sous contrôle américain. La partie la plus au Sud de cette région fut du ressort des Français. Les Alliés démantelèrent le NSRL. Toute l'organisation sportive allemande dut être réinstaurée, y compris celle des fédérations et des clubs. 
Du point de vue football, les clubs de cette partie du pays rejoignirent la nouvelle structure mise en place par la DFB : l'Oberliga Sud.

## Clubs fondateurs de la Gauliga Württemberg
Ci-dessous les 10 clubs qui fondèrent la ligue et leur résultat en fin de saison 1932-1933 :
- Union Böckingen, 2e de la Division Württemberg
- Kickers Stuttgart, Vainqueur de la Division Württemberg
- VfB Stuttgart, 3e de la Division Württemberg
- Sportfreunde Stuttgart, promu d’une ligue inférieure
- SV Feuerbach, 5e de la Division Württemberg
- SSV Ulm, 5e de la Division Südbayern
- SC Stuttgart, 7e de la Division Württemberg
- FV Ulm 1894, 3e de la Division Südbayern
- FC Birkenfeld, 8e de la Division Württemberg
- VfR Heilbronn, disqualifié le 21 janvier 1934

## Champions et Vice-champions de la Gauliga Württemberg
| Saisons | Champions         | Vice-champions         |
| 1933-34 | Union Böckingen   | Kickers Stuttgart      |
| 1934-35 | VfB Stuttgart     | SSV Ulm                |
| 1935-36 | Kickers Stuttgart | Sportfreunde Stuttgart |
| 1936-37 | VfB Stuttgart     | SSV Ulm                |
| 1937-38 | VfB Stuttgart     | Kickers Stuttgart      |
| 1938-39 | Kickers Stuttgart | VfB Stuttgart          |
| 1939-40 | Kickers Stuttgart | VfB Stuttgart          |
| 1940-41 | Kickers Stuttgart | VfB Stuttgart          |
| 1941-42 | Kickers Stuttgart | VfB Stuttgart          |
| 1942-43 | VfB Stuttgart     | Sportfreunde Stuttgart |
| 1943-44 | SV Göppingen      | Kickers Stuttgart      |

## Classements dans la Gauliga Württemberg de 1933 à 1944
| Club                   | 1934 | 1935 | 1936 | 1937 | 1938 | 1939 | 1940 | 1941 | 1942 | 1943 | 1944 |
| ---------------------- | ---- | ---- | ---- | ---- | ---- | ---- | ---- | ---- | ---- | ---- | ---- |
| Union Böckingen        | 1    | 9    |      | 4    | 3    | 4    | 3    | 9    |      | 5    | 7    |
| Kickers Stuttgart      | 2    | 3    | 1    | 5    | 2    | 1    | 1    | 1    | 1    | 3    | 2    |
| VfB Stuttgart          | 3    | 1    | 3    | 1    | 1    | 2    | 1    | 2    | 2    | 1    | 5    |
| Sportfreunde Stuttgart | 4    | 8    | 2    | 3    | 5    | 7    | 2    | 3    | 3    | 2    | 10   |
| SV Feuerbach           | 5    | 4    | 10   |      |      | 10   | 3    | 6    | 6    | 6    | 8    |
| SSV Ulm                | 6    | 2    | 4    | 2    | 6    | 3    | 4    | 5    | 9    |      |      |
| SC Stuttgart           | 7    | 6    | 5    | 6    | 4    | 6    | 2    | 4    | 10   |      |      |
| TSG Ulm 1846 1         | 8    | 7    | 9    |      | 8    | 5    | 4    | 8    | 4    | 7    | 3    |
| FC Birkenfeld          | 9    |      |      |      |      |      |      |      |      |      |      |
| Sportfreunde Esslingen |      | 5    | 6    | 9    | 9    |      | 12   |      |      |      |      |
| SV Göppingen           |      | 10   |      | 10   |      |      |      |      |      |      | 1    |
| FV Zuffenhausen        |      |      | 7    | 8    | 7    | 8    | 6    |      |      |      | 4    |
| SV Cannstatt           |      |      | 8    | 7    |      | 9    | 5    | 11   |      |      |      |
| VfR Schwenningen       |      |      |      |      | 10   |      |      |      |      |      |      |
| VfR Aalen              |      |      |      |      |      |      | 5    | 7    | 7    | 10   | 6    |
| VfL Sindelfingen       |      |      |      |      |      |      | 6    |      |      |      |      |
| SV Untertürkheim       |      |      |      |      |      |      |      | 10   |      |      |      |
| VfR Heilbronn          |      |      |      |      |      |      |      |      | 5    | 8    |      |
| VfB Friedrichshafen    |      |      |      |      |      |      |      |      | 8    | 9    |      |
| SSV Reutlingen         |      |      |      |      |      |      |      |      |      | 4    | 9    |
|                        |      |      |      |      |      |      |      |      |      |      |      |

Source:« Gauliga Württemberg », Das deutsche Fussball-Archiv (consulté le 23 juillet 2008)
- 1 Sur les exigences du régime nazi, le FV Ulm 1894 fusionna, en 1939 avec les autres clubs de Ulm pour former le TSG Ulm 1846.

## Sources et liens externes
- The Gauligas Das Deutsche Fussball Archiv (in German)
- Germany - Championships 1902-1945 at RSSSF.com
- Die deutschen Gauligen 1933-45 - Heft 1-3 (de) Classements des Gauligen 1933-45, publisher: DSFS